# Laguna Torre
Die Laguna Torre ist ein See im Nationalpark Los Glaciares, Argentinien, der aus dem Schmelzwasser des angrenzenden Torre-Gletschers entstanden ist.
Häufig sind Eisberge anzutreffen.
Vom Basisort El Chaltén aus kann Laguna Torre in einer Tagestour erwandert werden.